# Cordovín
Cordovín tỉnh và cộng đồng tự trị La Rioja, phía bắc Tây Ban Nha. Đô thị này có diện tích là 4,60 ki-lô-mét vuông, dân số năm 2009 là 189 người với mật độ 41,09 người/km². Đô thị này có cự ly 40 km so với Logroño.